# Хапу
Хапу (маори hapū) — наиболее важная общественно-политическая единица новозеландского народа маори. Несколько хапу составляли племя, или иви. Хапу, в свою очередь, могло состоять из более сотни человек, объединённых в фанау (маори whānau), или расширенные семьи, которые контролировали часть племенной территории. Многие хапу существовали как самостоятельные общественные единицы, тесно взаимодействовавшие с представителями других иви. Как правило, они назывались в честь общего предка или какого-то важного события.
Устойчивость хапу в значительной степени зависело от его способности защищать собственные территории. Фактически защита земли была его основной политической функцией. Кроме того, представители хапу помогали друг другу в рыболовстве, обработке земли, строительстве фортификационных сооружений (па) и постройке каноэ. Многие предметы и сооружения, игравшие большую роль в жизни всего хапу, находились в совместной собственности, например военные каноэ, дом собраний. Если родители ребёнка принадлежали к двум разным хапу, ребёнок пользовался правами (в том числе земельными) как в одном, так и в другом хапу, хотя в целом права определялись по месту проживания. Если человек долгое время не принимал участия в жизни хапу, проживая в это время с представителями другого хапу, то он, как правило, лишался каких-либо прав, которыми он был наделён после рождения от родителей разных хапу.
Каждое хапу возглавлялось вождём, который, в свою очередь, находился в подчинении верховного вождя иви. Вожди хапу в целом считали себя равными, хотя и между ними существовала определённая иерархия. Когда хапу становилось слишком большим, зачастую некоторые её члены под руководством лидера в лице сына вождя или его братьев откалывались от основного хапу и становились самостоятельной общественно-политической единицей.